# Brooksfield
Brooksfield è un marchio di abbigliamento fondato nel 1971 a Torino. La proprietà è passata al gruppo Fratelli Fila S.p.A. il 13 novembre 2013.

## Storia
Il marchio è lanciato nel 1971 dell'azienda Mistral, che produce e distribuisce pantaloni per uomo. Agli inizi del 1972 le vendite - inizialmente circoscritte ad un ambito regionale - si estendono a tutto il nord Italia e, successivamente, all'intero territorio nazionale. Dopo i primi anni di attività, si provvede ad ampliare la gamma dei capi e si inizia la produzione e commercializzazione di pantaloni per donna. Contestualmente si lancia una collezione maschile.
Nel 1980, giunta al suo decimo anno di vita, l'azienda registra un considerevole incremento a livello di forza vendita, fatturato e clienti. Il marchio Brooksfield diventa così l'identità principale dell'azienda.
Nel 1985, viene creata una linea da donna completa, Brooksfield Collection.
Agli inizi degli anni novanta, si decide di portare il marchio Brooksfield nel mondo. In questo contesto, nel 1992, il marchio figura nella Whitbread Round the World Race (Volvo Ocean Race) 1993-94, la regata intorno al mondo per equipaggi, il più importante evento velico insieme all'America's Cup.
Nel 1993 viene deciso l'ingresso nel settore della cosmesi con Brooksfield for Men, a cui hanno seguito Brooksfield Royal Blue (1998), Brooksfield b.green (2001) e Brooksfield B-5.
Nel 1996 viene inserito l'abbigliamento per bambini e ragazzi, Brooksfield Junior. In seguito la linea viene ampliata coprendo anche la fascia 2-4.
Nel 1999 viene avviata la produzione e commercializzazione di abbigliamento in pelle per uomo e per donna. La politica di diversificazione prosegue nel 1999 con la creazione della linea Brooksfield Jeans.
Nel 2000 nasce Brooksfield Golf, linea di abbigliamento sportivo.
Il 2006 vede l'avvio della produzione di occhiali con marchio Brooksfield per la linea Eyewear.
Il 2008 vede il consolidarsi di un accordo per la produzione di scarpe, mentre l'anno successivo, il 2009, prende vita la collaborazione per la creazione di una linea di pelletteria. Lo stesso anno si avvia una collaborazione con il pittore Ugo Nespolo per la creazione di opere uniche finalizzate alla realizzazione di capi.
La licenza per i marchi Brooksfield uomo e donna è gestita dalla Gilmar dal 2011 al 2013, quando viene acquisito dalla Fratelli Fila S.p.A.